# Іракський Курдистан
Іракський Курдистан — курдське державне утворення в складі Іраку, що існує з 1991 року під мандатом ООН. Після повалення режиму Саддама Хусейна 2003 року Іракський Курдистан отримав широку автономію й де-факто став напівнезалежним.
б) «Курдистанський регіон» (курд. حكومه تى هه ريمى كوردستان, Herêmî Kurdistan, hәреми Köрдистан, араб. اقلیم کردستان) — курдське державне утворення у складі Іраку. За новою конституцією Іраку має статус широкої автономії (дещо нагадує положення члена конфедерації); де-факто напівнезалежний.

## Територія
Якщо етнічний Іракський Курдистан охоплює мухафази Ербіль, Дахук, Сулейманія і Кіркук, а також області Ханекін (мухафаз Діяла), Синджар і Махмур (мухафаз Найнава), з територією 80 000 км² і загальним населенням близько 6 мільйонів мешканців (що становить 1/6 терену та 1/4 населення всього Іраку), то «Курдистанський регіон» — тільки три перші мухафази з територією 38 000 км² і населенням 3,5 мільйони; доля решти територій знаходиться в «підвішеному» стані, хоча передбачалося, що наприкінці 2007 буде проведено референдум, який остаточно визначить їх приналежність. Фактичне становище цих областей також двозначне, так що їх не можна точно назвати ні включеними до складу «Курдистанського регіону», ні виключеними з нього, а скоріше залежними від нього територіями. На особливому положенні знаходиться Кіркук, де позиції курдських партій також досить міцні, але серед місцевого некурдського населення (арабів і туркоманів) у свою чергу сильні антикурдські настрої.

## Природні умови
Іракський Курдистан відрізняється гірським рельєфом і великою кількістю річок і озер. Річки Великий Заб і Малий Заб перетинають регіон зі сходу на захід. Тигр тече через Курдистан на південь. Найвища гора — Чик-Дар («Чорний шатер»), 3611 м. Площа лісу (наприклад, у провінціях Ербіль і Дахук) — 770 га; курдський уряд проводить інтенсивні лісопосадки.

### Клімат

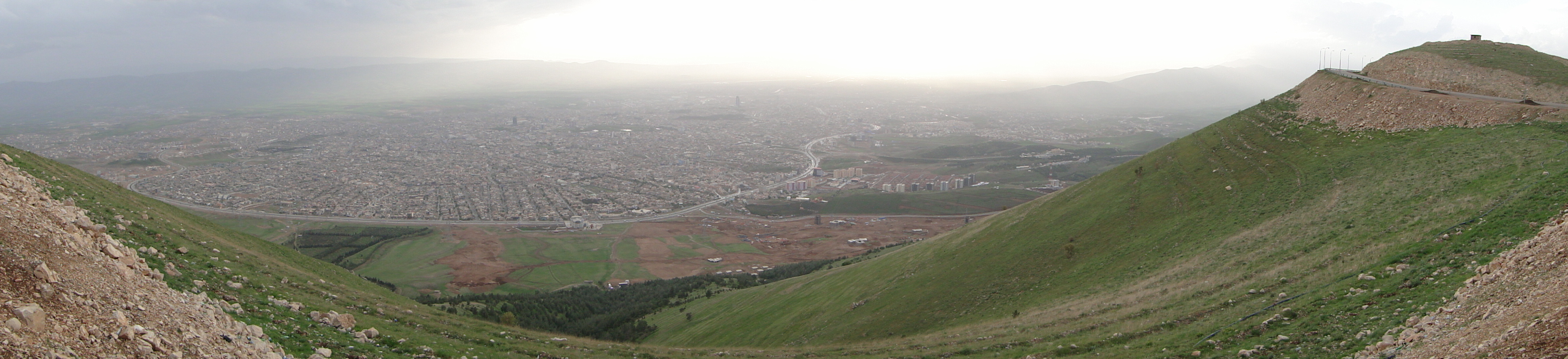
Панорама над Сулейманією

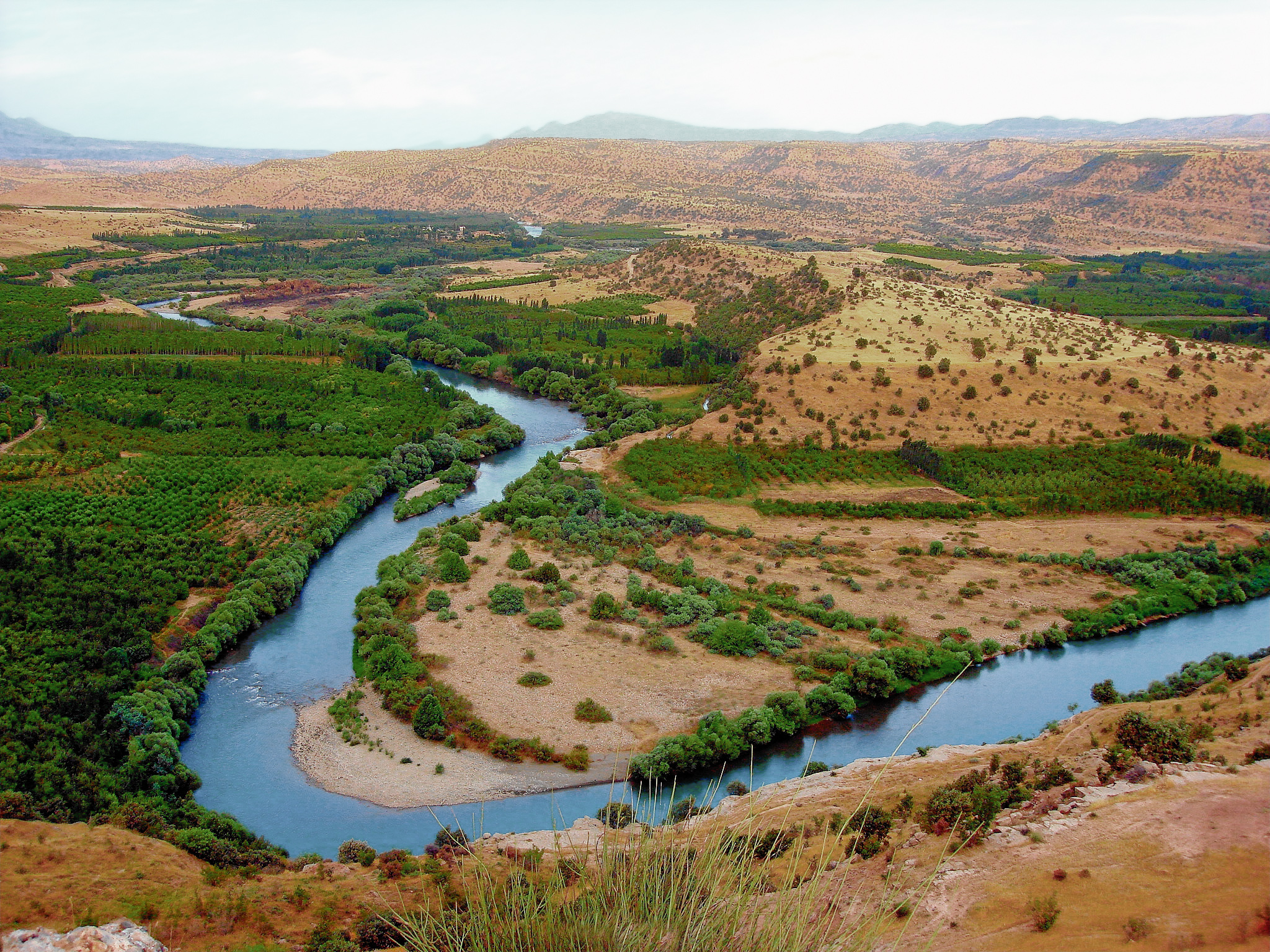
Річка Великий Заб поруч Ербіль В Іракському Курдистані

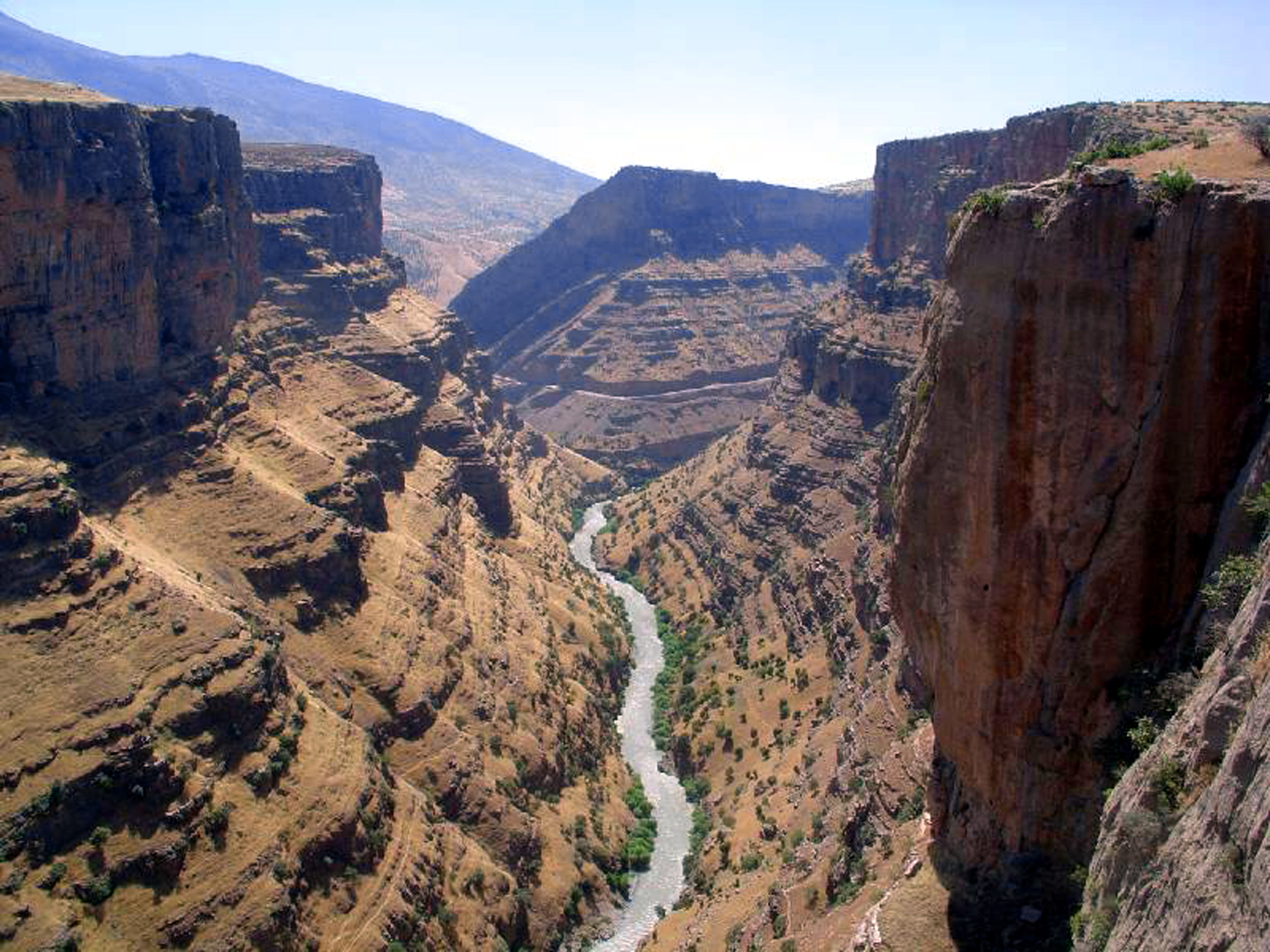
Каньйон поруч з містом Равандуз

Іракський Курдистан має поділ на три природні зони:
1. рівнинний південь з субтропічними кліматом, м'якими дощовими зимами і спекотним сухим літом з температурою до 40 °C;
2. нагір'я, де літо спекотне, але зими холодні, зі снігом, проте температура майже не опускається нижче 0 °C;
3. високогір'я з холодними зимами, температурами нижче 0 °C і снігом, який остаточно сходить лише в червні — липні.

## Історія

### Південний Курдистан до входження до складу Іраку

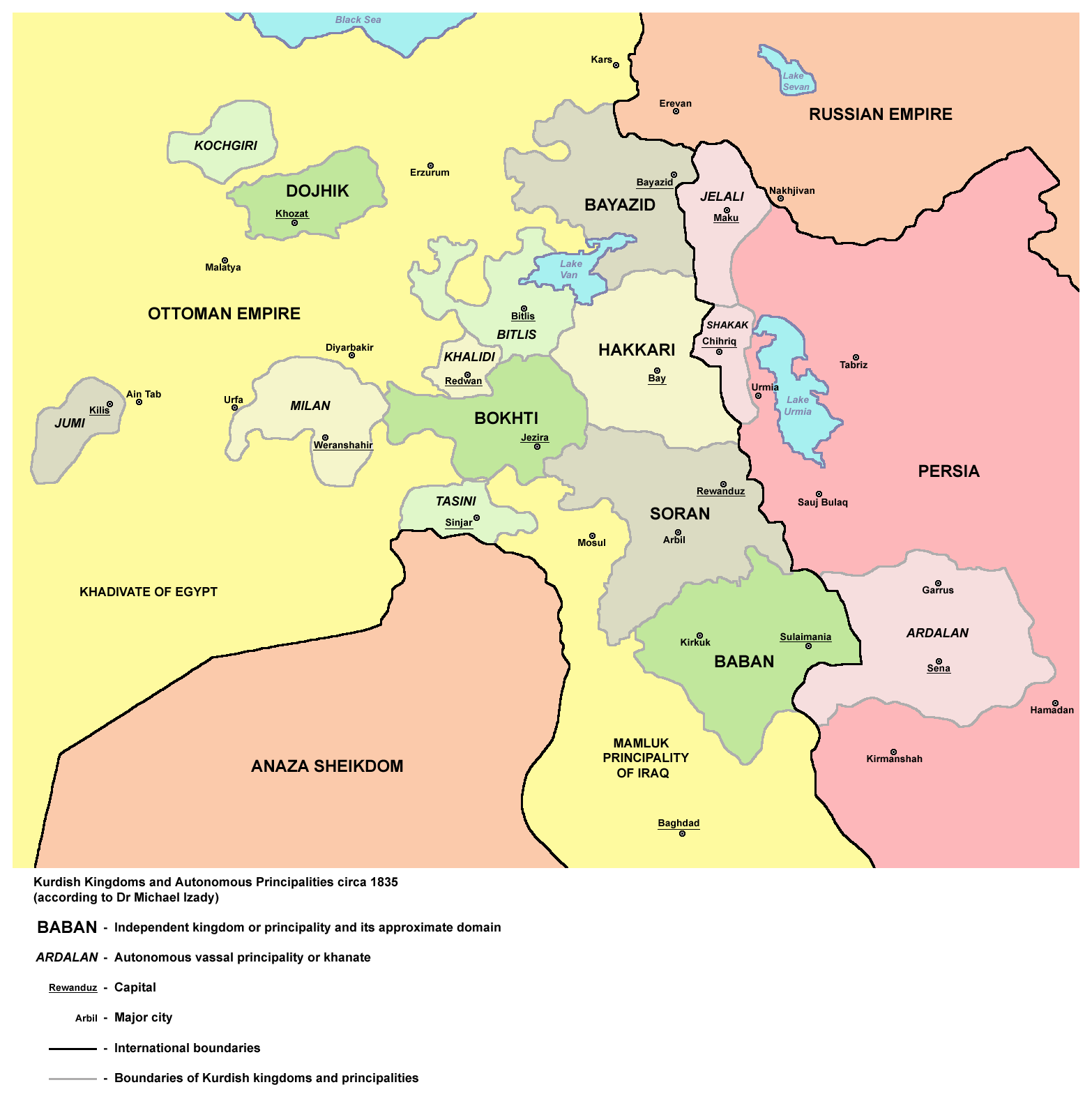
Курдські держави у 1835

Відповідно до припущень вчених (зокрема О. Л. Вільчевського), територія Іракського Курдистану (трикутник Ербіль — Кіркук — Сулейманія в горах Загросу) стали місцем формування сучасного курдського етносу з іранських (мідійських) племен, які тут проживали. Під Сулейманією знайдений перший відомий текст курдською мовою — так званий «сулейманійський пергамент» VII століття, з невеликим віршем, що оплакує навалу арабів і руйнування ними святинь зороастризму. У 1514 сьогоденний Іракський Курдистан увійшов до складу Османської імперії. У пізньому Середньовіччі на його території існувало кілька напівнезалежних еміратів: Синджар (єзидський емірат з центром у Лалеш), Бахдинан (столиця — місто Амаді), Соран (столиця Ревандуз) і Бабан (столиця Сулейманія). Ці емірати були ліквідовані турками в 1830-х роках. Адміністративно територія Іракського Курдистану становила Мосульських вілайєт. Втім, через слабкість османської влади багатьом племенам, особливо які мешкали у важкодоступних гірських районах, вдавалося зберігати напів- або майже повну незалежність.
Під час Першої світової війни в 1917 англійці зайняли Кіркук, а російські війська — Сулейманію. Російський фронт після цього розвалився через революцію, але англійці на початку листопада 1918 взяли під свій контроль весь мосульський вілаєт. Незабаром англійські окупанти почали стикатися з опором курдів, у справи яких вони активно втручалися. Цей опір, що прийняв масовий характер, очолив Махмуд Барзанджі, що проголосив себе королем Курдистану. Початковою ідеєю англійців було створення в Мосульському вілаєті федерацію племінних курдських князівств, але після створення англійцями Іракського королівства було вирішено приєднати вілаєт до Іраку. Мабуть, вирішальну роль зіграло тут відкриття в 1922 нафти під Кіркуком: для її видобутку англійці мали потребу в стабільності й міцності державної влади, яку племінні князівства забезпечити не могли.
Туреччина деякий час висувала претензії на Мосульський вілайєт, стверджуючи, що англійці окупували його незаконно, тому що умови Мудроського перемир'я 1918 його не зачіпали. Питання було передано на розгляд Ліги Націй. 16 грудня 1925 Рада Ліги Націй ухвалила залишити Мосульський вілайєт за Іраком, прийнявши як основу демаркаційну лінію (т. зв. «Брюссельська лінія»), встановлену роком раніше.

### Курдистан при іракській монархії
При передачі Мосульського вілайєта Іраку було продекларовано низку національних прав курдів: так, передбачалося, що чиновники в Курдистані будуть з місцевих жителів, курдська мова стане мовою діловодства, суду та освіти. Нічого цього на ділі виконано не було. Фактично 90 % чиновників були араби, освіта курдською мовою допускалося тільки в початкових школах, в область інвестувалася явно невідповідна до її значення кількість бюджетних коштів, промисловість не розвивалася. Крім того, курди відчували дискримінацію при наймі на роботу, у ВНЗ та військових училищ. Все це викликало невдоволення, помножене на загострено національні почуття.
До 1931 головним осередком національного руху іракських курдів була Сулейманія — столиця Махмуда Барзанджі; після придушення останнього повстання Барзанджі першорядну роль в курдському русі починає грати плем'я Барзан і його вожді — шейх Ахмед Барзані та, особливо, Мустафа Барзані. Під їх керівництвом барзанці піднімають цілу низку повстань проти центральної влади (1931—1932 — шейх Ахмед; 1934—1936 — під керівництвом Халіла Хошаві, і нарешті, найбільше повстання Мустафи Барзані в 1943—1945 роках). Одночасно (1939) виникає націоналістична організація іракських курдів «Хіва» («Надія»), до якої входив ціла низка політичних діячів самої різної орієнтації (від правих лібералів до вкрай лівих), включаючи, наприклад, особистого ад'ютанта регента Іраку майора Іззата Абдель-Азіза (повішений у 1947). Суперечності між правим і лівим крилом «Хіви» призвели до її розколу в 1944 і виділенню з неї лівої партії «Ризгарі курд» («Звільнення курдів»), члени якої разом з членами партії «Шорш» («Революція») в 1946 створили Демократичну партію Курдистану під головуванням Мустафи Барзані.

### Вересневе повстання (1961—1975)
Повалення іракської монархії в 1958 на короткий час дало рівноправність курдам і посіяла надії на поліпшення ситуації як у соціально-економічній (аграрна реформа), так і в політичній (автономія) сфері. Розчарування курдів, як і поворот уряду Касема у бік арабського шовінізму, стали причиною Вересневого повстання (1961—1975), під проводом Барзані й ДПК. Офіційне гасло повсталих було: «Демократія Іраку — автономія Курдистану!» Вже в перший рік повстання Барзані бере під контроль всю гірську частину Іракського Курдистану з населенням 1 млн 200 тис. чоловік, яка отримала назву «Вільного Курдистану»; роль влади в ньому спочатку грали органи ДПК, у 1964 були створені «Рада Революційного Командування Курдистану» (парламент) і «Виконавча рада» (уряд). 11 березня 1970 між Барзані й Саддамом Хусейном був підписаний договір, який принципово визнав за курдами право на автономію. Передбачалося, що конкретно закон про автономію буде розроблено протягом чотирьох років за обопільною згодою. Проте 11 березня 1974 Багдад в односторонньому порядку проголосив закон, який не влаштовував курдів (Барзані назвав пропоновану автономію «паперовою»). Передбачалося створення автономії на території Ербільської, Дахукської і Сулейманійської провінцій зі столицею в Ербілі; на цій території курдська мова оголошувалася офіційною, створювалися законодавча (парламент) і виконавча (уряд) ради. Низка положень закону передбачало найщільніший контроль над діяльністю автономною владою уряду. Але курдів найбільше обурило встановлення меж, в результаті чого до складу автономії не увійшла половина Іракського Курдистану, включаючи нафтоносний Кіркук. У Кіркуку, частково у Синджарі уряд вже кілька років проводило енергійну арабізацію, виганяючи курдів і поселяючи на їх місці арабів. У цьому ж руслі сприйняли курди вигнання в Іран на початку 1972 40 тис. курдів-файлі (шиїтів). У результаті Барзані почав нове повстання, яке тривало рік і зазнала поразки після укладення Алжирського договору між Іраком і Іраном (6 березня 1975), що передбачав в обмін на прикордонні поступки припинення Іраном підтримки повстання й спільне з Іраком виступ проти повстанців у разі його продовження.

### Епоха Саддама Хусейна

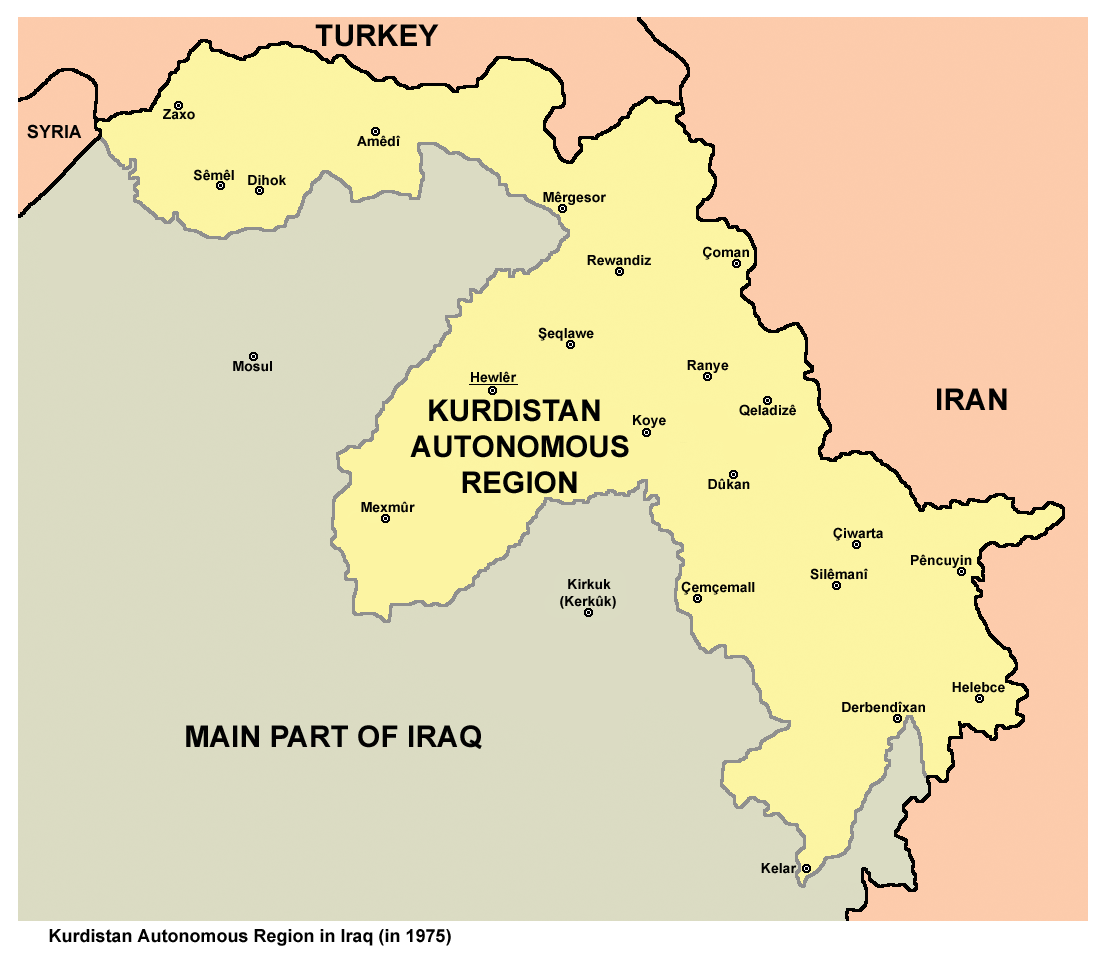
Курдистан у 1975

Поразка Вересневого повстання супроводжувалося масовою еміграцією курдів в Іран. У травні 1976 ДПК і новостворений Патріотичний союз Курдистану на чолі з Джалялем Талабані відновили збройну боротьбу, але вона далеко не досягала колишньої сили. На території трьох провінцій була встановлена автономія, яка носила в значній мірі маріонетковий характер. За їхніми межами, проводилася досить жорстка політика арабізації. Так, до 1980 було зруйновано близько 600 курдських селищ і депортовано в особливі селища до 200 000 осіб.
З початком ірано-іракської війни (1980) Іракський Курдистан стає полем бою між іракцями, з одного боку, іранцями і підтримуваними ними іракськими курдами — з іншого. 22 липня 1983 іранці вторглися на його територію, а вже до жовтня, за активної підтримки ДПК і ПСК, контролювали 400 км² в районі Пенджвіна. Новий іранський наступ у Курдистані почалося в березні 1987; іранці й курди дійшли до Сулейманії, але були зупинені на підступах до міста. Але у травні 1988 іракські війська витіснили іранців з Курдистану. У ході цих боїв іракці активно застосовували хімічну зброю як проти курдських воєнізованих загонів (пешмерга), так і проти населених пунктів. Особливо відоме газове бомбардування Халабджі 16 березня 1988.
На кінцевому етапі війни (1987—1988) Саддам Хусейн зробив «чистку» Курдистану, відому як операція «Анфаль». 182 тис. курдів було «анфаліровано» (вивезено на армійських вантажівках і знищено), ще 700 тис. депортовано з Курдистану в особливі табори; за підрахунками Масуда Барзані до 1991 з 5000 населених пунктів у Курдистані було знищено 4500. Села і невеликі містечка зносилися бульдозерами; для того щоб зробити середовище непридатною для проживання, вирубувалися ліси і бетонувати колодязі, Так наприклад був повністю знищений у червні 1989 року 70-тисячне місто Кала-Діза (район Ханекін): населення було вигнано, всі будівлі підірвані динамітом і зруйновані бульдозерами, так що на місці міста залишилося тільки три старих дерева.
Відразу ж після закінчення війни Саддам Хусейн почав масований наступ на пешмерга (25–30 серпня 1988), в ході якого повністю витіснив їх з Іраку до Ірану. Всього було вбито 5 тис. чоловік, 100 тис. жителів втекло до Туреччини.

### «Вільний Курдистан»
Курдські партії, які об'єдналися в 1987 в «Національний фронт Іракського Курдистану», знову активізувалися з початком кувейтської кризи 1990—1991 років. Поразка Саддама у Війні в Затоці вилилося в загальноіракське повстання. Масове повстання в Курдистані почалося 5 березня; вже 7 березня була звільнена Сулейманія, 11 березня — Ербіль і 13 березня — Дахук. Зі звільненням Кіркука (20 березня) пешмерга контролювали вже весь етнічний Курдистан.
Проте Саддам Хусейн, до того часу уклав мир з коаліцією, зумів перегрупувати свої сили, перекинув на північ елітні дивізії Республіканської гвардії і несподівано для курдів почав наступ. Особливо дезорганізуючий вплив справили чутки, що іракці знову застосують хімічну зброю. 3 квітня іракці взяли Сулейманію, після чого Саддам Хусейн офіційно оголосив про «придушенні заколоту». У страху перед новим «Анфаль», курди кинулися до кордонів з Іраном і Туреччиною. За оцінкою Генсека ООН в кінці квітня в Ірані перебувало близько 1 млн біженців з Іраку, в Туреччині — 416 тис.; від 200 тис. до 400 тис. ос. шукали укриття у високогірній місцевості Іраку. З районів Кіркук та Ербіль утекло до 70 % населення.
Перед обличчям гуманітарної катастрофи, ООН приймає 5 квітня 1991 резолюцію № 688, що оголошує територію на північ від 36 паралелі «зоною безпеки». США, Велика Британія та Франція в рамках гуманітарної операції «Provide Comfort» ввели в Іракський Курдистан свої війська, після чого від Саддама Хусейна ультимативно зажадали залишити три курдські провінції. До жовтня іракці повністю залишили ці провінції, при цьому піддавши Сулейманію артилерійському обстрілу і бомбардувань з повітря. У результаті на території автономії виникло фактично незалежне курдське державне утворення під мандатом ООН — так званий «Вільний Курдистан».
19 травня 1992 у «Вільному Курдистані» були проведені вибори в «Національну Асамблею» (парламент). Обидві провідні партії навмисно встановили високий прохідний бар'єр (7 %), який відсік дрібні партії і практично припинив їх існування. У результаті за ДПК було подано 45,3 % голосів, за ПСК — 43,8 %, і парламент був поділений між ДПК (51 мандат) і ПСК (49 мандатів, із 105; 5 мандатів було зарезервовано за представниками християн).
На першій сесії парламенту було затверджено уряд (4 червня), що отримав офіційну назву «Регіональний уряд Курдистану» (Hikumêta hêrema Kurdistanê; звичайно використовується, в тому числі офіційно, англ. абревіатура KRG). Його очолив Косрат Расул (ПСК), що прославився в боях 1991; представник ДПК доктор Рош Шавес був обраний головою парламенту.
На другій сесії, 4 жовтня 1992, парламент прийняв декларацію про утворення федеральної курдської держави зі столицею в Кіркуку (фактично курдам непідконтрольним) в рамках «демократичного, вільного й об'єднаного Іраку». Рішення про майбутню федералізацію Іраку було підтверджено у тому ж місяці на загальноіракському з'їзді опозиції, що відбувся також у Ербілі.
Економічний стан «Вільного Курдистану» був вкрай важким. Як частина Іраку він зазнав загальні санкції, введених ООН проти цієї країни; зі свого боку і Саддам Хусейн оголосив йому блокаду, обмеживши кордон лінією укріплень і мінних полів довжиною 550 км. У результаті безробіття становило 90 % у 1992 і 70 % в 1998, а ціни на нафтопродукти на чорному ринку в 70 разів перевищували багдадські. Стан погіршувався величезною кількістю біженців і повним руйнуванням країни в роки «Анфаль». «На місці [містечка] Хаджі Омрана — кілька наметів; замість Барзана — дві-три намети над рікою» — згадує очевидець ситуації осені 1991 року.
У той же час, у підконтрольних Багдаду областях тривав процес арабізації. Всього у 1991—1998 з Кіркука було вигнано 200 тис. курдів та 5 тис. туркоманів; на їх місце було переселено 300 тис. арабів. Такими діями Саддам Хусейн досягав відразу двох цілей: власне арабізації й підриву «Вільного Курдистану» за допомогою мас біженців.

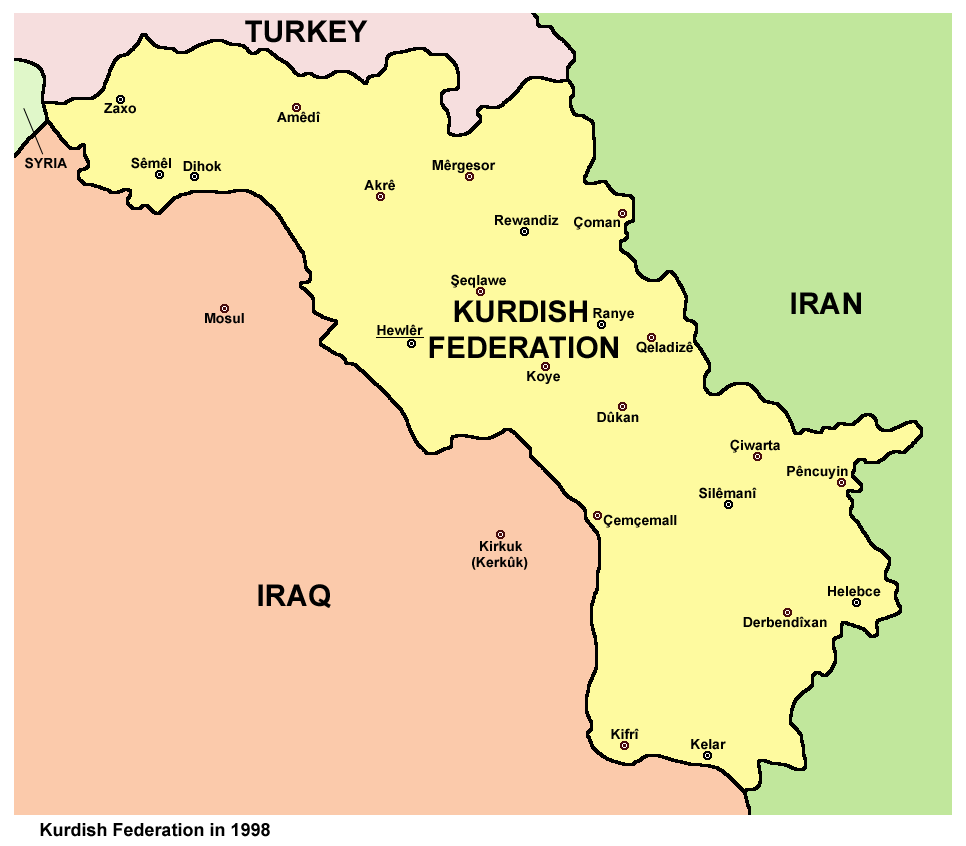

Процес формування курдської державності застопорила громадянська війна між ДПК і ПСК, що почалася влітку 1994. ПСК висував претензії економічного характеру, звинувачуючи ДПК у дискримінації контрольованого ним Сулейманійського регіону (зокрема стверджувалося, що ДПК звертає на свою користь збори з митного пункту в Захо на турецькому кордоні — у той час головне джерело фінансових надходжень до бюджету освіти). На думку ж противників ПСК, ці претензії стали висуватися лише «заднім числом», реальним же підґрунтям війни була надія Талабані несподіваним переворотом опанувати владу в усьому Курдистані. Спираючись на підтримку Ірану, Талабані зумів домогтися великих успіхів, витіснивши Барзані з більшої частини території «Вільного Курдистану». У такій ситуації, Барзані звернувся за допомогою до Саддама Хусейна. 9 вересня 1996 іракські війська взяли Ербіль. У той же день, пешмерга ДПК без особливого кровопролиття оволоділи «столицею» ПСК — Сулейманією. Пешмерга Талабані втекли до Ірану. На початку жовтня 1996 року під тиском США обидві партії уклали перемир'я, а іракські війська були виведені з Курдистану. У 1997 бої поновилися і припинилися тільки в травні наступного року, коли за активним посередництвом Держдепартаменту США між двома лідерами почалися мирні переговори. Остаточно мир було укладено 17 вересня 1998 у Вашингтоні. Всього за час війни з обох сторін загинуло 3 тис. чоловік.
Миру між Барзані й Талабані сильно сприяв вступ в дію програми ООН «Нафта в обмін на продовольство», яка зажадала від курдських лідерів кооперації для отримання коштів програми; саме реалізація цієї програми була головною темою переговорів у Вашингтоні. Хоча Вашингтонські угоди передбачали нове об'єднання «Вільного Курдистану», фактично області Ербіль-Дахук (зона ДПК) і Сулейманія (зона ПСК) залишалися окремими державними утвореннями з власними парламентами і «регіональними урядами». Тим не менш, подальший розвиток подій вимагав від курдських лідерів тісної кооперації у своїх же власних інтересах. У 2002 відновив роботу єдиний парламент.
Згідно з програмою «Нафта в обмін на продовольство», на допомогу Курдистану виділялося 13 % нафтових доходів Іраку, так що до 2003 курди отримали за програмою 8,35 млрд дол (ще понад 4 млрд, виділені на потреби Курдистану, не були витрачені через саботаж багдадських чиновників і «зависли» на рахунках ООН). Результатом був відносний підйом економіки Курдистану, різко контрастував з убогістю, в якій знаходилася основна частина Іраку. Так, якщо в 1996 в зоні ДПК було 26 птахоферм, то в 2006 — 396. До 2004 рівень життя в Курдистані (на відміну від решти Іраку) був вище, ніж до 1991, а дохід на душу населення перевищував загальноіракський на 25 %.
Новою проблемою «Вільного Курдистану» стали ісламісти, а саме організація «Ансар аль-Іслам», підтримувана Тегераном, пов'язана з Багдадом і Аль-Каїдою і перетворила на свій оплот місто Халабджа. У лютому 2001 ісламісти зробили перший великий теракт, убивши відомого керівника ДПК Франсо Харірі (губернатор Ербілі, християнин). Восени 2001 року Талабані послав проти них 12 тис. пешмарга (Барзані також пропонував свою допомогу), але втручання Ірану не допустило остаточного розгрому угруповання. Вона була знищена тільки в кінці березня 2003 року за допомогою американців. Проте ісламістське підпілля існує досі, час від часу влаштовуючи теракти. Так, під час великого вибуху біля штаб-квартири ДПК у вересні 2003 року загинув віце-прем'єр Самі Абдель-Рахман — друга за значущістю людина в ДПК.

### Сьогодення

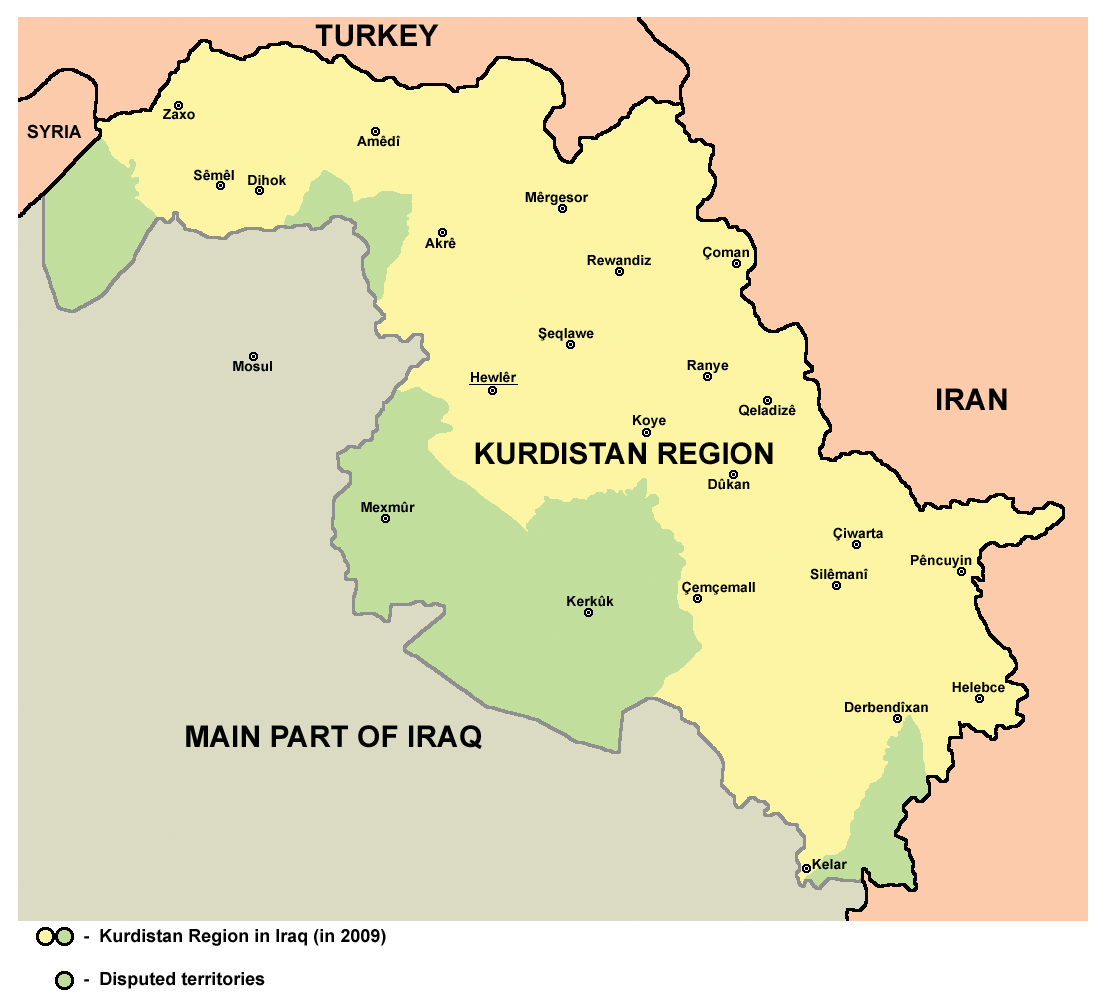

У 2003 іракські курди проявили себе активними союзниками США. Самі американці спочатку не відводили їм великої ролі у своїх планах, сподіваючись розпочати потужний наступ з боку Туреччини власними силами. Відмова в останній момент (березень 2003 року) Туреччини в наданні своєї території різко підвищила роль курдського чинника. У Курдистан була перекинута 173-тя повітряно-десантна бригада; до 27 березня в Курдистані налічувалося вже 1000 американських військовослужбовців. Активність курдів стримувалася тільки турками, які погрожували збройним втручанням, якщо курди перейдуть у наступ і займуть Мосул і Кіркук. Тим не менше, початок боїв за Багдад послужив для іракців на північному фронті сигналом для втечі, і курди, вирушивши вперед на їх плечах, 10 квітня зайняли Мосул (ДПК) та 11 квітня — Кіркук (ПСК). Ці події супроводжувалися масовим вигнанням арабів із будинків, переданих їм у ході «арабізації». Під тиском американців і турків, пешмерга швидко залишили Мосул і Кіркук, при цьому наскільки можливо зміцнивши там позиції своїх партій. Новий голова окупаційної адміністрації Пол Бреммер, не бажаючи дратувати ні арабів, ні турків, поводився стосовно курдів украй стримано. Було оголошено, що ліквідація наслідків арабізації повинна відбуватися поступово і по суду, з наданням арабам компенсації; запитання ж про адміністративну приналежність «звільнених» районів має вирішитися згодом на референдумі. Таким чином, «звільнені» райони не увійшли до складу курдського державного утворення, хоча на ділі там була сформована адміністрація з членів ДПК (Синджар і Махмур) або ПСК (райони Кіркука-Ханекіна). У цілому ці райони, хоча де-юре не підкоряються Ербілі, де-факто перебувають у тісному зв'язку і залежності від KRG.
Американці, прагнучи зберегти цілісний відносно централізований Ірак, спочатку сподівалися створити «багатоетнічну іракську націю» за американським зразком, з наданням статусу суб'єктів федерації колишнім провінціям. При цьому передбачалося, що всі курдські урядові органи будуть скасовані. Проте відповідну пропозицію, зроблену Бреммером Масуд Барзані наприкінці 2003 року, зустріла несподівана для американців жорстка відсіч: Барзані відмовився підписувати нову конституцію Іраку, якщо в ній не будуть обумовлені найширші автономні права курдів. Зрештою курди домоглися свого, в конституції Іраку були обумовлені найширші права Курдистану, аж до права виходу зі складу Іраку в разі порушення центральним урядом своїх зобов'язань. Останню крапку в процесі легітимації курдського державного утворення поставило прийняття конституції Іраку на референдумі в жовтні 2005. При цьому Курдистан визнає владу Багдада лише остільки, оскільки бажає сам. Так, 2 вересня 2006 Масуд Барзані видав указ, що забороняє вивішувати в Курдистані прапор Іраку, який курди вважають символом арабського шовінізму.
Остаточному вирішенню питання про владу в Курдистані сприяла домовленість між Масудом Барзані й Джалалом Талабані, відповідно до якої перший зобов'язався підтримати Талабані на пост президента Іраку, другий — погоджувався на заняття Барзані поста президента Курдистану. 12 червня 2005 року парламент Курдистану проголосив Масуда Барзані президентом; 7 травня 2006 року було сформовано об'єднаний уряд, який очолив 40-річний племінник Масуда — Нечірван Барзані. До того він 6 років очолював уряд ДПК в Ербілі й склав собі, як політик і господарник, добру репутацію не тільки серед ДПК, але і серед ПСК. З його прем'єрством в Ербілі був пов'язаний економічний підйом Курдистану. У новому уряді 14 портфелів дісталося ПСК, 13 портфелів — ДПК і ще 5 портфелів — дрібним партіям (комуністи, соціалісти і т. д.). Посаду віце-прем'єра посів Омар Фаттах з ПСК.
Наразі Курдистан має, окрім парламенту й уряду, власні збройні формування пешмерга (до 80 тис. чоловік, з важкою зброєю, бронетехнікою і танками), власну службу безпеки, організовану за допомогою ізраїльських інструкторів («Асаїш»), кілька супутникових каналів (ербільський «Kurdistan-TV», сулейманійський «KurdSat» тощо), чотири університети (в Сулейманії, Ербілі, Дахук і Кіфрі). У 2005 році побудований під Ербілем аеропорт забезпечив йому повітряний зв'язок із зовнішнім світом (другий аеропорт існує в Сулейманії).
Розпочаті під Захо (поблизу турецького кордону) і Сулейманією розробки нафти здатні дати Курдистану незалежні джерела доходів. Роботи під Захо веде норвезька компанія DNO ASA; крім того, KRG уклало угоди на розвідку з канадською «Western Oil Sands» і англійською «Sterling Energy». Запаси родовища «Тавке 1» під Захо оцінюють в 100 млн барелів; початковий рівень видобутку — 5 тис. барелів на день, але протягом року планують довести нафтовидобуток до 20 000 барелів на день. До середини 2006 року в Курдистані підготовлений законопроєкт про вуглеводи, який повинен надати правову основу розпочатими Регіональним урядом самостійним розробкам; при чому курди мають намір поширити дію цього закону і на Кіркук, формально підпорядкований Багдаду. Все це викликає протести Багдада, який, не маючи інших важелів впливу на ситуацію, загрожує не допускати на іракський ринок нафтові компанії, що працюють в Курдистані.
Наразі в Курдистані діють 3800 іракських та іноземних компаній. Особливі надії покладає KRG на розвиток туризму, як міжнародного, так і внутрішньо іракські, бо Курдистан, завдяки своїм природним особливостям, був у «мирні» часи улюбленим місцем літнього відпочинку для жителів південних напівпустельних районів. Прагнучи привернути інвестиції, новий уряд Курдистану провело закон, що надає іноземним інвесторам 10-річні податкові канікули.
Нині Іракський Курдистан є єдиною стабільною і відносно благополучною зоною в Іраці. Американці розглядають його як свій плацдарм у регіоні. Серед курдської еліти поширена думка, що з огляду на можливий розвал Іраку слід готуватися до проголошення незалежності.
25 вересня 2017 р. пройшов референдум про незалежність Іракського Курдистану, який не визнав уряд Іраку. На референдумі 92,7 % виборців проголосували за незалежність регіону від Іраку. Більшість держав світу, а особливо сусіди Іраку — Туреччина, Іран — різко засудили прагнення курдів на самовизначення.

## Економіка

### Природні ресурси
Вважається, що нафтові запаси Іракського Курдистану — шості у світі за величиною і нараховують 45 млрд барелів. Курдистанська нафта становить 60 % видобутої в Іраку. Центром усього іракського нафтовидобутку є місто Кіркук. Проте на території «Курдистанського регіону» нафта досі не розроблялася, хоча він також має в своєму розпорядженні багаті родовища — в районі Сулейманії (де нафту видобувають кустарним способом), на північний схід від Ербілі, а також у районі Дахука і Захо. З кінця 2005 розпочато розробку останнього родовища, а за ним також родовища під Сулейманією.
Видобувається бітум, видобувається й обробляється мармур; є поклади заліза і нікелю.
Важливим природним багатством регіону в умовах Близького Сходу є запаси прісної води.

### Сільське господарство
Іракський Курдистан — один з провідних сільськогосподарських районів Близького Сходу. У ньому вирощувалося до 75 % всієї іракської пшениці. Тільки три провінції «Курдистанського регіону» дають 50 % іракської пшениці, 40 % ячменю, 98 % тютюну, 30 % бавовни і 50 % фруктів. Традиційно розвинене також тваринництво, в основному вівці і кози.

### Промисловість
Дві ГЕС — в Докані й Дербенда-Хані — працюють далеко не на повну потужність, за умови реконструкції вони здатні повністю задовольнити потреби регіону в електроенергії. У районі Сулейманії розташовані два великих цементних заводи, нині процвітають у зв'язку з будівельним бумом; намічено також будівництво нового заводу в Харірі. Взагалі індустрія, пов'язана з будівництвом, бурхливо розвивається. Є також великі підприємства текстильної і харчової промисловості, втім, після 1991 прийшли в занепад; в Салахаддін (під Ербілем) побудований трубопрокатний завод. Передбачається будівництво нафтопереробних заводів в чотирьох головних містах «Регіонального Курдистану» (Ербіль, Сулейманія, Дахук, Захо).

## Населення
Населяють Іракський Курдистан курди, які розмовляють двома різними діалектами курдської мови: курманджі й сорані, причому сорані живуть на півдні та сході (їх «столиця» — Сулейманія), тоді як курманджі — на півночі й заході регіону. Також є християни — ассирійці та халдеї (халдо-католики), головним чином в районі Дахука (30 000; в наш час[коли?] їхня кількість збільшується внаслідок міграції з арабських областей), сильно асимільовані з курдами, туркомани (у районах Ербілі, Кіркука і Мосула), і араби, число яких за межами «Курдистанського регіону» різко зросла за часів правління Саддама Хусейна. Курди — за віросповіданням — головним чином мусульмани-суніти (більшість шиїтів, з племені файлі, були вигнані в Іран в 1971—1972 роках; шиїтським понині є частина населення Ханекіна); курди-єзіди (самооцінка 500 000, явно завищена) живуть головним чином в Синджар та районі Дахука; під Дахук знаходиться головна святиня єзидів — Лалеш. Є вірменські громади в Захо і Дахук (всього в «Регіональному Курдистані» 10 000 вірмен). Євреї, також сильно асимільовані з курдами, жили до початку 1950-х років; згодом вони в більшості емігрували в Ізраїль.

## Відносини з Україною
Міністерство закордонних справ України в 2017 році, відкрило почесне консульство в іракському Курдистані. Про це повідомив міністр, глава департаменту закордонних справ регіонального уряду Курдистану Фалах Мустафа у Twitter.

## Особистості
Тагір Тавфік (1922—1987) — курдський співак.